# The Gardeners' Chronicle, ser. 3
The Gardeners' Chronicle, ser. 3 (abreviado Gard. Chron., ser. 3) es una revista ilustrada con descripciones botánicas que es editada en Londres. Comenzó su publicación en el año 1887. Fue precedida por The Gardeners' Chronicle, new series.